# Theodefrid
Theodefrid (lat. Theodefridus; * vor 573) war nach Aufzeichnungen des Bischofs Marius von Avenches ab 573 fränkisch-alamannischer dux in der Diözese Avenches. Er war der Nachfolger von Vaefar.